# 제주시 (1988년 선거구)
제주시는 대한민국의 옛 국회의원 선거구이다. 당시 제주도 제주시 지역을 관할했다. 

## 역사
제13대 국회의원 선거를 앞두고 제주시·서귀포시·북제주군·남제주군 선거구에서 분리되면서 신설되었다.
제17대 국회의원 선거를 앞두고 실시된 선거구 개편으로 제주시 삼양동이 북제주군과 함께 제주시·북제주군 을 선거구를 형성하게 되었으며 나머지 제주시 지역은 제주시·북제주군 갑 선거구를 형성하게 됨에 따라 폐지되었다.

## 역대 국회의원
| 선거   | 정당 | 정당     | 의원   |
| ------ | ---- | -------- | ------ |
| 1988년 |      | 무소속   | 고세진 |
| 1992년 |      | 무소속   | 현경대 |
| 1996년 |      | 신한국당 | 현경대 |
| 2000년 |      | 한나라당 | 현경대 |

## 역대 선거 결과

### 대한민국 제13대 국회의원 선거
|  | 41.45% |

|  | 33.50% |

|  | 14.38% |

|  | 8.35% |

|  | 2.29% |

### 대한민국 제14대 국회의원 선거
|  | 39.58% |

|  | 34.49% |

|  | 23.84% |

|  | 2.07% |

### 대한민국 제15대 국회의원 선거
|  | 42.38% |

|  | 31.38% |

|  | 20.30% |

|  | 3.35% |

|  | 2.56% |

### 대한민국 제16대 국회의원 선거
|  | 46.70% |

|  | 43.41% |

|  | 9.88% |